# Louisiadenbrilvogel
De louisiadenbrilvogel (Zosterops griseotinctus) is een zangvogel uit de familie Zosteropidae (brilvogels).

## Verspreiding en leefgebied
Deze soort komt voor op veel eilanden ten oosten van Nieuw-Guinea in de Bismarck-archipel en de Louisiaden. Er zijn vijf ondersoorten:
- Z. g. ottomeyeri: Admiraliteitseilanden (in het noordwesten van de Bismarck-archipel).
- Z. g. eichhorni: wijdverspreide eilanden in de Bismarck-archipel.
- Z. g. griseotinctus: talrijke eilanden in de centrale en westelijk-centrale Louisiaden.
- Z. g. longirostris: eilanden nabij de zuidoostelijke punt van Nieuw-Guinea.
- Z. g. pallidipes: Rossel (in de oostelijke Louisiaden).

## Status
De grootte van de populatie is niet gekwantificeerd maar de soort wordt omschreven als vrij algemeen tot zeer algemeen. Op de Rode lijst van de IUCN heeft deze soort de status niet bedreigd.